# Pachyagrotis tischendorfi
Pachyagrotis tischendorfi là một loài bướm đêm trong họ Noctuidae.